# Anant Priolkar
Anant Kakba Priolkar (Marathi अनंत काकबा प्रियोळकर; 1895–1973) war ein indischer Historiker, Professor, Autor und Forscher.

## Leben
Priolkar hat seit 1920 über 50 Bücher und über 300 wissenschaftliche Artikel veröffentlicht, vor allem in Marathi. Er war bekannt als Forscher der Marathi Sprache und Literatur, der Inquisition in Goa und der Geschichte der Druckpresse in Indien. Er war auch ein früherer Direktor des Marathi Sanshodhan Mandal, eines wissenschaftlichen Institutes zur Erforschung der Marathi Sprache.

### Die Inquisition in Goa
Als sein Hauptwerk gilt sein Buch über die Inquisition in Goa. Das Buch ist eine umfangreiche Darstellung der Inquisition, die in Goa im 16. bis 19. Jahrhundert stattfand.
Das Buch ist in zwei Teile gegliedert. Der erste Teil mit dem Titel Die „Inquisition in Goa“ ist in zehn Kapitel unterteilt. Die ersten beiden Kapitel behandeln die spanische Inquisition und die portugiesische Inquisition in Europa.
Kapitel 3 beginnt mit den Anfängen der Inquisition in Indien, und Kapitel 4 enthält eine Diskussion über Charles Dellons Bericht aus dem Jahr 1687 über die Inquisition. Die Kapitel beschreiben die Kriege, die zur Gründung der portugiesischen Kolonialherrschaft in Goa führten, und die Massaker während des Krieges. Nachfolgende Kapitel in Teil I beschreiben die erzwungene Bekehrung von Hindus zum Christentum durch die Inquisitoren und die Entwicklung der Politik der Verfolgung von Ungläubigen in Indien. Das Buch beschreibt die Organisation und die Prozeduren der Inquisition und die anti-hinduistischen Gesetze, die in Goa während der Inquisition erlassen wurden, wie z. B. die Verbote von religiösen Zeremonien und Bräuchen der Hindus, sowie die Behandlung  der Hindus als Bürger zweiter Klasse. Das 9. Kapitel diskutiert die verschiedenen Methoden der Folter, die auf Hindus, Muslime und Juden während der Inquisition angewandt werden. Kapitel 10 diskutiert die Zuständigkeit und Autorität der Inquisition von Goa.
Teil II behandelt die Berichte über die Inquisition von Dellon und des schottischen Missionars Claudius Buchanan aus dem Jahr 1808 in zwei getrennten Kapiteln.

## Bibliographie
- The printing press in India, its beginnings and early development; being a quater-centenary commemoration study of the advent of printing in India (in 1556). Marathi Samshodhana Mandala, Bombay 1958, doi:10.1017/S0041977X00151158
- The Goa Inquisition (A Quatercentenary Commemoration Study of the Inquisition in India.) Bombay University Press, Bombay 1961.[5]
- Granthik Marathi Bhashya Ani Kokani Boli. (ग्रान्थिक मराठी भाषा आणि कोकणी बोली).
- French Author of a Marathi Purana, Fr. Etienne de la Croix. In: Journal of the University of Bombay n. s. 29/2, 1959, S. 122–149. (zitiert in: Ludo Rocher: The Puranas. In: A History of Indian Literature. vol. 2, fasc. 3, Harrassowitz, Wiesbaden 1986, S. 75.)
- Goa Re-discovered. Bhakta Books International, 1967.
- Priya Ani Apriya (प्रिय आणि अप्रिय)
- Hindustanche Don Darwaje. The Goa Hindu Association, Mumbai 1974. (Vorwort von J.S. Sukhtankar und Subhash Bhende)